# Крус, Нели
Нели Крус (нидерл. Neelie Kroes; род. в 1941 г.) — нидерландский и общеевропейский политик, представитель Народной партии за свободу и демократию.
В 1970-х и 1980-х неоднократно избиралась в парламент Нидерландов и занимала посты в правительстве страны. С 2004 по 2010 год — комиссар ЕС по антимонопольной политике. С 2010 по 2014 год — комиссар ЕС по цифровой политике. В 2005 году по рейтингу журнала «Forbes» Нели Крус заняла 44 место в рейтинге «100 самых влиятельных женщин». В настоящее время экс-комиссар Нели Крус выступает в роли платного советника банка Bank of America и компании Uber.

## Биография
Нели Крус родилась 19 июля 1941 года в Роттердаме (Нидерланды). Её отец Тил Крус был владельцем транспортной компании Zwatra. Обучалась в местной протестантской школе, а позже в гимназии. В 1958 году поступила в Университет Эразма Роттердамского. Проявляя успехи в учёбе и ведя активную общественную жизнь Нели Крус была избрана членом Совета университета. По окончании обучения получила степень бакалавра экономики, а в 1965 году — магистра экономики. В этом же году начала работу в качестве научного сотрудника на экономическом факультете Университета Эразма Роттердамского вплоть до 1971 года. Параллельно занимала должность члена правления транспортной компании Zwatra Трижды избиралась членом городского совета Роттердама: с 1 сентября 1970 по 28 апреля 1972 года, с 8 ноября 1973 по 2 сентября 1974 года и с 15 сентября 1977 по 28 декабря 1977 года. Четыре раза избиралась членом Второй палаты Генеральных штатов Нидерландов (1971—1972, 1972—1977, 1977—1981 и с 3 июня 1986 года по 14 июля 1986 год). С 28 декабря 1977 года по 11 сентября 1981 года пребывала на должности государственного секретаря по транспорту, общественным работам и управлению водными ресурсами. После этого была назначена министром транспорта, общественных работ и управления водными ресурсами и работала на этом посту в период с 4 ноября 1982 по 7 ноября 1989 года. В 2004 года Нели Крус стала членом Европейской комиссии, отвечающий за конкуренцию, так называемой «Комиссии Баррозу I» (с 22 ноября 2004 по 10 февраля 2010 года). После этого, с 10 февраля 2010 по 1 ноября 2014 года занимала должность комиссара ЕС по цифровой политике. После окончания полномочий комиссара ЕС Крус была назначена специальным послом по привлечению начинающих инновационных компаний из-за рубежа, где проработала с января 2015 года до 1 июля 2016 года. Параллельно занимала должность советника американского банка Merrill Lynch С 1 мая 2016 года Нели Крус вошла в совет правления американской компании-разработчика CRM-системы — Salesforce.com.

### Скандал с «Панамскими бумагами»
Нели Крус стала фигуранткой по делу о Панамских бумагах, тем самым вызвав громкий скандал в Европейском Союзе. Из документов следует, что в бытность комиссаром ЕС Крус возглавляла офшорную компанию Mint Holdings Limited, которая была зарегистрирована на Багамских островах с целью проведения операций с активами корпорации Enron. Нели Крус, по информации из этого источника, в период с 2000 по 2009 год выступала в роли директора вышеупомянутой компании. Основателем Mint Holdings Limited является неназванное лицо из ОАЭ, которое создало данную фирму для выкачивания финансовых средств американской компании Enron, которая оказалась на грани банкротства. В итоге Enron была признана банкротом, а сумма в 7 млрд фунтов стерлингов, которая должна была оказаться на счетах Mint Holdings Limited, исчезла в неизвестном направлении. Несмотря на это, причастность и вина Нели Крус считается доказанной. Обвинители ссылаются на то, что согласно Кодексу поведения высших чиновников Еврокомиссии, им строго запрещается участие в предпринимательской деятельности и вообще какой-либо деятельности, кроме работы в Еврокомиссии. Кроме того, пребывая на посту комиссара ЕС, Крус не информировала работодателя о существовании офшорной фирмы Mint Holdings Limited и занимаемой ею там должности. По словам защитников Нели Крус, она полностью признает свою вину в том, что не информировала работодателя о занимаемой должности в компании Mint Holdings Limited. При этом они ссылаются на то, что Крус покинула должность директора в 2002 году во время ликвидации компании и никогда не получала финансового вознаграждения за свою деятельность, ограничиваясь лишь стратегическим консультированием по вопросам управления капиталом.

### Скандал с Uber
В июле 2022 года стало известно, что газета The Guardian и Международный консорциум журналистов-расследователей получили доступ к «файлам Uber», архиву из более 124 тысяч документов, относящихся к периоду с 2013 по 2017 год. Из них следует, что эта компания для продвижения своего бизнеса использовала тайное лоббирование через высокопоставленных политиков и другие сомнительные способы. В частности, документы свидетельствуют, что Нели Крус до истечения срока ее полномочий обсуждала с Uber возможную работу на эту компанию. По-видимому, Крус также тайно лоббировала интересы компании, что потенциально нарушает правила этики ЕС.